# مسجد الحاج عبد العظيم
مسجد الحاج عبد العظيم أحد مساجد بروناي .

## الموقع
يقع مسجد الحاج عبد العظيم في منطقة كامبونج لواجان دودوك، والتي تبعد حوالي عشرة كيلومترات من بيكان توتونج في بروناي .

## البناء
تم البدء في بناء مسجد الحاج عبد العظيم في الحادي والعشرين من شهر ديسمبر من عام 1991، على موقع أرض مساحتها 4 فدان، واكتمل البناء في الثالث والعشرين من شهر سبتمبر من عام 1992، مع نفقات قدرة بمبلغ 778،948.96 دولار، وقد تم البناء على موقع أرض هي عبارة عن وقف من أوانغ حاجي يعقوب بن طهير الدين .

## استيعاب المسجد
قدرة المسجد الاستيعابية تبلغ حوالي 800 مصلي في وقت واحد.